# Section de commune (France)
En France, une section de commune désigne une personne morale de droit public autre que la  commune, qui possède sur tout ou partie du territoire communal et à titre permanent et exclusif, des droits et/ou des biens distincts de ceux de la commune. Il est à noter que dans certains cas le territoire d’une section de commune peut s’étendre sur le périmètre de plusieurs communes à la fois.
Les dispositions du Code général des collectivités territoriales (CGCT) fixent le régime encadrant les sections de commune aux articles L. 2411-1 à L. 2411-2. 
Bien que les droits et biens dont sont propriétaires les sections de commune préexistent à l'Etat moderne et à la Révolution française, aujourd'hui encore persistent des sections de commune. 
Les biens appartenant à une section de commune sont appelés les biens de section ou biens sectionaux. Les personnes bénéficiant de droits d'usage sur ces biens sont les sectionnaires ou ayants droit. 
La France compte environ 26 000 sections de communes selon "un  recensement  rapide  opéré  par  la  direction  générale  des  collectivités  locales  en  1999" (rapport Lemoine 1999) et jusqu'à 100 000 selon l'AFASC (Force de Défense des Droit et Biens des Communautés Villageoises et des Membres de Sections de Commune). L'enquête de l'Inspection générale de l'administration de 2003 montre une diminution constante du nombre de sections et de leur superficie.
Attention : la notion de section de commune se démarque des sections de commune utilisées comme base des plans et matrices de leur cadastre.

## Historique
Les sections de communes sont reconnues lorsque des droits ou biens appartiennent aux habitants depuis un temps très ancien, en général depuis l'Ancien Régime. Il s'agit souvent de biens immeubles au sens du Code civil, par exemple des bois, forêts, pâturages, etc. 
Effectivement, c'est surtout au Moyen-Âge que les communautés usagères, dont les sections de commune, se sont développées et ont pris de l’importance. A cette époque, les villageois étaient très attachés aux propriétés collectives qui leur permettaient de survivre : se nourrir, se chauffer, etc.
Ce n’est qu’en 1793 que les « sections de communes » seront nommées de la sorte. Elles correspondent à une division de la commune existant dès lors « qu’est constatée l’appartenance d’un patrimoine collectif aux habitants d’une fraction de la commune » qui sont collectivement propriétaires de terrains dont la jouissance leur revient de manière tout aussi collective mais non définie ou régie par d’autres règles que les usages ancestraux et locaux (décret du 10 juin 1793 de la convention nationale sur le mode de partage des biens communaux). De la même manière, la définition du ou des hameaux constituant une section de commune est issue de règles locales, d'usages, ou de traditions généralement orales.
Les sections de commune appartiennent à la catégorie des personnes morales de droit public depuis la loi n° 2013-428 du 27 mai 2013 modernisant le régime des sections de commune. 
Certaines sections de communes correspondent également à des anciennes communes qui ont fait l'objet d'une fusion de communes.

## Régime
La section de commune est soumise aux dispositions des articles L. 2411-1 et suivants du code général des collectivités territoriales. Il s’agit d’une personne morale unique : bien qu’elle affecte ses biens à la communauté d’habitants, la personne morale a une existence distincte des membres de la communauté. 
La jouissance des biens de la section de commune revient en priorité à ses habitants. Seules sont bénéficiaires les personnes qui ont une résidence réelle et permanente sur le territoire de la section.
La gestion des biens de la section est assurée par le maire et le conseil municipal. Toutefois, lorsque la section est assez importante, elle peut élire une commission syndicale qui participe aux décisions de gestion les plus importantes. Dans tous les cas, la commission et/ou les élus ne sont que les administrateurs des biens communaux qui appartiennent à la communauté qui se compose des sectionnaires actuels et futurs. 
En matières de droits d'usage sur les biens sectionaux, les ayants droit exerçant une activité agricole sur ces biens sont prioritaires dans l’attribution d’un bail rural, d’une convention pluriannuelle d’exploitation agricole ou de pâturage, ou d’une convention de mise à disposition relatif aux terres à vocation agricole ou pastorales appartenant à la section de commune. En l'absence d'ayant droit exerçant une activité de nature agricole, les biens de section à vocation agricole ou pastorale pourront être attribuée à des "non sectionnaires" par ordre de priorité, selon l'article L.2411-10 CGCT.
Cependant, l’exercice de droits concernant les usages agricoles et pastoraux des biens de section, n’empêche pas les membres de la section non agriculteurs, d’exercer des droits et usages traditionnels sur les biens sectionaux, tels que l'affouage (droit de récolter du bois pour se chauffer sur les biens communs), la cueillette, la chasse, l’accès aux sources, l’utilisation du bâti lorsqu’il existe (four, chapelle, maison des assemblées, lavoir, etc.).

## Évolution des sections de commune
Considérant à la fois la tendance à la « diminution du nombre des sections, sans que l’on puisse l’évaluer avec précision, une absence d’exploitation de ces biens dans un certain nombre de cas [...] et une diminution de la superficie des biens des sections », des textes visent depuis 2013 à affaiblir voire à supprimer de façon progressive ces sections de communes au profit du pouvoir municipal.
- Une loi de 2013 interdit la création de nouvelles sections de commune ; elle interdit le partage en espèces des revenus des biens sectionaux et le partage des biens eux-mêmes entre les habitants bénéficiaires. Elle facilite le transfert des biens de section aux communes[9].
- Un texte en préparation en décembre 2019 vise à faciliter la dissolution des sections de commune[10].

Plusieurs communautés de sectionaires résistent pour la défense de leurs systèmes de gestion collective et de leurs biens,.

## Exemples notables
La bourgeoisie de Saint-Gingolph est un exemple notable de section de commune vivace en France.